# Ole Lindskjold
Ole Dirksen Lindskjold (1. februar 1944 – 1976, Jelling/Vejle) var en dansk atlet (kuglestøder). Han var hele karrieren medlem af Vejle IF.
Han var i sine yngre år et alsidigt talent, som gjorde sig gældende i både hækkeløb og højdespring og med sin fysiske styrke blev spået karriere som tikæmper. Det blev imidlertid som kuglestøder, han skabte sig et navn.
Ved EM indendørs 1974 blev Lindskjold nummer 9 med et stød på 18,41. I løbet af karrieren vandt han syv danske mesterskaber samt en sølvmedalje i kuglestød. Det blev til yderligere fem DM-sølvmedaljer og fem bronzemedaljer i diskoskast, hammerkast og vægtkast.
Lindskjold blev 14 august 1974 den første dansker over 20 meter i kuglestød, da han på Lyngby Stadion stødte 20,02. Rekorden stod i 26 år til Joachim B. Olsen stødte 20,26 meter 2 juni 2000. Senere på sæsonen 1974 deltog han i EM i Rom, hvor han sluttede som nummer 13 og sidst i finalen med 18,84 meter. På grund af knæ- og fingerskader måtte han kort efter EM trappe træningen ned.
I 1975 blev Ole Lindskjold indvalgt i DAFs idrætsudvalget og skulle være landstræner, men han mistede i en kurve på hovedvejen mellem Jelling og Vejle herredømmet over sin folkevogn.
Han blev slynget ud, kom ind under bilen og var død ved ankomsten til sygehuset.

## Personlige rekorder[3]
- 110 meter hækkeløb: 15,6h 6.august 1966
- 400 meter hækkeløb: 57,4h 1965
- Længdespring: 6,66 18. juni 1966
- Trespring: 13,17 20.juni 1965
- Kuglestød: 20,02 14.august 1974
- Diskoskast: 54,60 27. april 1974
- Hammerkast: 60,85 11. maj 1974
- Vægtkast: 20,28 29. September 1973
- Spydkast: 57,15 8. juni 1968
- Kastefemkamp: 4420p 15. april 1974
- Femkamp: 2960p 31 juli 1966
- Tikamp: 5754p 17-18. juli 1965